# جو كافاناه
جو كافاناه (بالإنجليزية: Joe Cavanagh)‏ هو لاعب هوكي الجليد ومحامي أمريكي، ولد في 13 أبريل 1948 في بروفيدنس في الولايات المتحدة.

## وصلات خارجية
- جو كافاناه على موقع EliteProspects.com (الإنجليزية)
- جو كافاناه على موقع HockeyDB.com (الإنجليزية)